# 櫻画報
『櫻画報』（さくらがほう）は、学生運動が下火になり始めてきた1970年から1971年にかけて『朝日ジャーナル』と『ガロ』に連載された赤瀬川原平作の漫画。

## 概要
この漫画は、そもそも学生闘争にノリでこれといった思想もなく暴動への興味本位から参加する野次馬学生たちのために書かれたものである。この漫画ははじめ朝日ジャーナルのグラビアページに掲載されていた。作品中では、櫻画報社が朝日ジャーナル誌をのっとり、同誌を桜画報の“包装紙”とし、さらに刊行元である朝日新聞社を“古新聞、古雑誌”を生産する“古紙回収業者”としている。このような“のっとり”をはじめ、この作品には多くのパロディーや言葉遊びが含まれていて、現代のパロディーの原点も見受けられる。

### 朝日ジャーナル回収事件
「朝日ジャーナル」での最終回（1971年3月19日号）では、同「画報」中「アカイ アカイ アサヒ」という文が、水平線から朝日新聞の題字が太陽の代わりに昇るイラストにそえられ、欄外には「朝日は赤くなければ朝日ではないのだ。ホワイト色の朝日なんてあるべきではない。せめて桜色に」という文が記載されていた。また、この最終話に「サテ今度は……ドコを乗っ取るかナ?」と新聞雑誌名が300種以上手書きで記載されたのも版元上層部の神経を逆撫でしたとされている。当時、「新左翼の機関誌」とも言われた『朝日ジャーナル』の左偏重を朝日新聞上層部が危惧していた状況下で発表された赤瀬川の当該の漫画に朝日新聞社の常務会は全員一致で、同誌の自主回収を決定した。回収の理由は、ヌードの表紙と赤瀬川の「櫻画報」が読者に誤解を与えかねないというものだった。この事件で編集長が更迭された他、連載の打ち切り、朝日新聞出版局では61名の人事異動がなされ、『朝日ジャーナル』自体も2週間にわたって休刊した。
櫻画報をまとめた出版物として
- 櫻画報永久保存版（1971年、青林堂、全国書誌番号:75040224）
- 櫻画報 激動の千二百五十日（1974年、青林堂、全国書誌番号:75049758）
- 桜画報大全（1977年7月、青林堂、全国書誌番号:78006154）
- 桜画報大全（文庫）（1985年10月、新潮社、ISBN 4101427011）

が存在する。